# 渋谷区立鳩森小学校
渋谷区立鳩森小学校（しぶやくりつ はともり しょうがっこう）は、東京都渋谷区千駄ヶ谷五丁目にある公立小学校。

## 概要
学校の近隣北側に新宿御苑、東側に明治神宮外苑や国立競技場、南西側に代々木公園や明治神宮がある。校舎敷地の北側は住宅街で、その他は公道に面し、南側に正門がある。

## 沿革
経緯
鳩森小学校は、渋谷区内の小学校の中でも歴史が古く、1922年（大正11年）9月7日、東京府豊多摩郡千駄ヶ谷町立千駄谷第三尋常小学校として設立された。
年表
- 1922年（大正11年）9月7日 - 東京府豊多摩郡千駄ヶ谷町立千駄谷第三尋常小学校として設立された。
- 1932年（昭和7年）10月1日 - 豊多摩郡の東京市編入とともに千駄ヶ谷町が渋谷区に再編され、東京府東京市千駄ヶ谷第三尋常小学校と名称変更した。
- 1943年（昭和18年）7月1日 - 都制実施により東京都東京市明和国民学校と名称変更した。
- 1944年（昭和19年）8月10日 - 第2次世界大戦により児童職員の一部が静岡県に集団疎開した。
- 1945年（昭和20年）5月24日 - 東京大空襲の戦災により校舎が全焼した。
- 1946年（昭和21年）
  - 4月1日 - 東京都仰徳国民学校が廃校となり本校と統合した。
  - 5月1日 - 東京都鳩森国民学校と名称変更した。
- 1947年（昭和22年）4月1日 - 東京都渋谷区鳩森小学校と名称変更した。
- 1979年（昭和54年）2月16日 - 地震対策研究協力校として研究発表した。
- 1980年（昭和55年）3月10日 - 渋谷区研究奨励校（社会科）の研究発表した。
- 1981年（昭和56年）3月20日 - 渋谷区研究奨励校（算数科）の研究発表した。
- 1984年（昭和59年）2月25日 - 渋谷区研究奨励校（特別活動）の研究発表した。
- 1985年（昭和60年）12月15日 - 渋谷区研究奨励校（国語科）の研究発表した。
- 1986年（昭和61年）11月21日 - 渋谷区研究奨励校（国語科）の研究発表した。
- 1989年（平成元年）11月24日 - 渋谷区研究推進校（学級経営）の研究発表した。
- 1995年（平成7年）12月1日 - 文部省機器利用研究指定校、渋谷区研究推進校の研究発表した。
- 2002年（平成14年）3月22日 - 渋谷区研究奨励校（英語活動）の研究発表した。
- 2003年（平成15年）10月24日 - 渋谷区研究推進校（英語活動）の研究発表をした。
- 2005年（平成17年）12月9日 - 渋谷区小学校英語教育課程研究授業発表した。
- 2007年（平成19年）3月23日 - 渋谷区研究奨励校（算数科）の研究発表した。
- 2023年（令和5年）1月 - 生活科及び総合的な学習の時間 区研究指定校（2年次）となる[1]。

### 建て替え計画
渋谷区は2022年（令和4年）、教育目標や長寿命化計画を踏まえ、「未来の学校のコンセプト」と「新しい学校施設整備に当たっての考え方」の概要をまとめ、「渋谷区新しい学校づくり整備方針（2023年3月）、渋谷区立小学校と中学校の建て替えロードマップ」を発表した。
- 工事期間（解体1年、建築2年） - 2031年度（令和13年）〜 2033年度（令和15年）

## 教育方針
教育目標
「礼儀正しく思いやりのある人間」「社会に貢献しようとする人間」「個性と創造力豊な人間」
小学校の児童数と教員数
| 年度     | 児童総数 | 1年生 | 2年生 | 3年生 | 4年生 | 5年生 | 6年生 | 教員数 | 職員数 |
| -------- | -------- | ----- | ----- | ----- | ----- | ----- | ----- | ------ | ------ |
| 平成23年 | 94人     | 15人  | 9人   | 13人  | 23人  | 12人  | 22人  | 12人   | 5人    |
| 平成24年 | 84人     | 12人  | 14人  | 10人  | 13人  | 23人  | 12人  | 12人   | 5人    |
| 平成25年 | 86人     | 13人  | 12人  | 14人  | 10人  | 13人  | 24人  | 12人   | 6人    |
| 平成26年 | 80人     | 15人  | 14人  | 12人  | 16人  | 10人  | 13人  | 12人   | 6人    |
| 平成27年 | 98人     | 25人  | 15人  | 15人  | 13人  | 19人  | 11人  | 12人   | 6人    |
| 平成28年 | 99人     | 13人  | 24人  | 16人  | 14人  | 13人  | 19人  | 13人   | 6人    |
| 平成29年 | 100人    | 20人  | 15人  | 24人  | 15人  | 13人  | 13人  | 13人   | 6人    |
| 平成30年 | 114人    | 24人  | 20人  | 16人  | 23人  | 17人  | 14人  | 16人   | 6人    |
| 令和元年 | 121人    | 16人  | 26人  | 21人  | 17人  | 23人  | 18人  | 16人   | 6人    |
| 令和2年  | 132人    | 33人  | 16人  | 24人  | 18人  | 16人  | 25人  | 16人   | 6人    |
| 令和3年  | 131人    | 23人  | 34人  | 16人  | 24人  | 19人  | 15人  | 16人   | 6人    |
| 令和4年  | 135人    | 23人  | 22人  | 33人  | 17人  | 22人  | 18人  | 14人   | 6人    |
| 令和5年  | 150人    | 31人  | 22人  | 22人  | 34人  | 19人  | 22人  | 17人   | 5人    |

## 学校行事
放課後クラブ
放課後クラブは、保護者の就労状況にかかわらず、全ての児童を対象とし、学校や地域との連携により、児童一人一人を健やかに育てていくための事業です。校庭、体育館、図書館、特別教室など、学校施設を活用して活動します。
校外学習
渋谷区立小中学校の児童・生徒たちが、校外学習を行う宿泊施設があり、学校が使用しない期間は社会教育団体に開放しています。利用資格は区内在住、在勤者を主とする社会教育団体。
- 山中高原学園 - 〒401-0501 山梨県南都留郡山中湖村山中263（℡0555-62-0595）
- 冨山高原学園 - 〒299-2216 千葉県南房総市久枝784（℡0470-57-2130）

## 通学区域
子供が通学する学校は、住所により指定されている、また、2004年（平成16年）から学校選択希望制を導入しており、入学を希望する学校を選べる。学校選択希望制は、現行の通学区域を維持したうえで、通学区域外の学校を希望することが出来る制度で、特色のある学校づくりや地域に開かれた学校づくりを推進し、区民から選ばれる学校づくり等を図る。
住所別通学区域
| 千駄ヶ谷一丁目      | 千駄ヶ谷四丁目 | 千駄ヶ谷五丁目 | 千駄ヶ谷六丁目 |
| ------------------- | -------------- | -------------- | -------------- |
| 2 - 10番、13 - 36番 | 全域           | 全域           | 全域           |

## 交通
鉄道
- JR 山手線代々木駅から徒歩約7分。
- JR 中央・総武緩行線千駄ケ谷駅から徒歩約8分。
- 新宿駅から徒歩約15分。

## 関係者
出身者
- 松坂慶子（女優）

## ギャラリー
- 西側公道から正門を見る（2015年2月撮影）
- 同左、（2015年2月撮影）
- 西側公道から校舎を見る（2015年2月撮影）
- 同左、（2015年2月撮影）
- 南西角から校舎を見る（2015年2月撮影）
- 同左、（2015年2月撮影）